# Leonardo Albanesi
Col. Dott. Leonardo Albanesi (Bolzano, 1965) è un militare italiano, decorato di medaglia d'oro al valor civile.

## Biografia
Nasce a Bolzano nel 1965, ove completa il ciclo di studi obbligatori e milita agonisticamente nella Bolzano nuoto.
Si arruola nell'Arma dei Carabinieri nel 1984 come Carabiniere ausiliario per poi divenire allievo ufficiale e frequentare l'Accademia militare di Modena.
Diventato ufficiale svolge attività investigative prima a Milano e poi in Veneto per poi svolgere un periodo di docenza nelle scuole dell'Arma.
Nel 2003 termina il percorso di studio presso l'Università degli Studi di Roma Tor Vergata per le lauree in scienze politiche e in scienze della sicurezza interna ed esterna.
Presta servizio al 7º Reggimento carabinieri "Trentino-Alto Adige" del quale ricoprirà l'incarico di comandante f.f. (Comandante Facente Funzioni) dal 2010 al 2011, con il quale partecipa alle seguenti missioni in teatro operativo estero:
- Kosovo Force
- Operazione Joint Enterprise
- Stabilisation Force
- UNMIK
- UNITAF
- EUFOR Concordia
- Operazione Antica Babilonia
- Operazione Sostegno Risoluto
- International Security Assistance Force
- UNIFIL
- MIASIT Libia

Dal 2020 al 2024 è stato comandante del Centro Carabinieri Addestramento Alpino.
Inoltre durante la carriera ha partecipato ripetutamente ai campionati di sport invernali dell'Arma dei Carabinieri vincendone 6 edizioni, ed ha permesso di far costituire una squadra giovanile di tuffi dell'Arma dei Carabinieri presso la piscina comunale di Bolzano. Inoltre ha favorito lo sviluppo sportivo della Provincia autonoma di Bolzano partecipando a iniziative rilevanti sul territorio.

### La medaglia d'oro al valor civile
Il 10 luglio 1996, mentre si trova in vacanza con la famiglia ad Iglesias su un'imbarcazione, nota due persone su un materassino spinte a largo dalla corrente che non riuscivano a riavvicinarsi alla riva ed in procinto di annegare. Data la situazione, si getta in mare e con un salvagente attaccato ad una corda riesce a trarre i due bagnanti a riva, sprezzante del pericolo derivato dalle correnti e dal forte vento, riportando alcune leggere ferite.
Il 19 maggio 1997 con decreto del Presidente della Repubblica Italiana gli viene concessa la medaglia d'oro al Valor civile e, l'11 dicembre dello stesso anno, la medaglia di bronzo della Fondazione Carnegie per atti di eroismo.

### Ricorso contro il mancato avanzamento di grado
Nel 2012 presentava ricorso al Tribunale Amministrativo Regionale del Lazio contro il mancato avanzamento di grado a suo carico per favorire altri colleghi che possedevano un numero inferiore di titoli culturali e professionali.
Nel 2013 il TAR ha concesso l'integrazione del contraddittorio nei confronti di tutti gli iscritti.